# Uckermark
Uckermark é um distrito (kreis ou landkreis) da Alemanha localizado no estado de Brandemburgo.

## Cidades e municípios
| Cidades (livres) | Ämter - associações municipais | |
| --- | --- | --- |
| 1. Angermünde 2. Lychen 3. Prenzlau 4. Schwedt 5. Templin Municípios (livres) 1. Boitzenburger Land 2. Nordwestuckermark 3. Uckerland | 1. Brüssow (Uckermark) 1. Brüssow1, 2 2. Carmzow-Wallmow 3. Göritz 4. Schenkenberg 5. Schönfeld 2. Gartz (Oder) 1. Casekow 2. Gartz1, 2 3. Hohenselchow-Groß Pinnow 4. Mescherin 5. Tantow 3. Gerswalde 1. Flieth-Stegelitz 2. Gerswalde1 3. Milmersdorf 4. Mittenwalde 5. Temmen-Ringenwalde | 4. Gramzow 1. Gramzow1 2. Grünow 3. Oberuckersee 4. Randowtal 5. Uckerfelde 6. Zichow 5. Oder-Welse 1. Berkholz-Meyenburg 2. Mark Landin 3. Passow 4. Pinnow1 5. Schöneberg |
| 1sede do Amt; 2cidade | | |